# هانومان ۲۲۱۱
سیارک ۲۲۱۱ (به انگلیسی: 2211 Hanuman، نامگذاری:1951WO2) دو هزار و دویست و یازدهمین سیارک کشف شده‌است که در ۲۶ نوامبر ۱۹۵۱ کشف شد.
قدر مطلق سیارک برابر ۱۲٫۸۰ است.